# Volkmar Kunze
Volkmar Richard Kunze (* 28. Juni 1954 in Radebeul) ist ein deutscher Kommunalpolitiker der FDP, Fachdozent für Verwaltungs- und Kommunalrecht und ehemaliger Oberbürgermeister.

## Leben und Wirken
Geboren 1954 in Radebeul. In Radebeul wurde er im örtlichen Druckmaschinenwerk Planeta zum Zerspanungsfacharbeiter ausgebildet. Nach Ablegen des Abiturs, einer Tätigkeit im Radebeuler Hochspannungs-Armaturenwerk sowie dreijährigem Wehrersatzdienst studierte er im Fernstudium von 1979 bis 1984 Verwaltungsrecht und Politikwissenschaft an der Akademie für Staats- und Rechtswissenschaften in Potsdam-Babelsberg. 1988 promovierte er zum Doktor der Wirtschafts- und Sozialwissenschaften (Dr. rer. pol.) auf dem Gebiet des Gewerberechts.
Bereits seit 1979 Mitarbeiter der LDPD, wurde Kunze 1983 Kreissekretär in Großenhain und 1988 bis 1990 Bürgermeister der Stadt Radebeul.
Im Jahr 1990 war Kunze Mitgründer des Städte- und Gemeindetags der DDR, dessen Vorsitzender er bis zur Vereinigung mit dem Deutschen Städte- und Gemeindebund war. Er war Mitverfasser der Kommunalverfassung und des Ländereinführungsgesetzes. Von 1990 bis 1994 arbeitete er als freiberuflicher Kommunalberater und war Mitglied der Stadtverordnetenversammlung in Radebeul.
Er wurde 1994 für sieben Jahre zum Bürgermeister von Radebeul gewählt, mit dem erhaltenen Status als Große Kreisstadt wurde Kunze 1996 zum Oberbürgermeister von Radebeul. Von Januar 2002 bis Dezember 2008 war er (als Beigeordneter des dortigen Oberbürgermeisters) Bürgermeister in der Lutherstadt Wittenberg.
Kunze wurde 2009 zum Oberbürgermeister der Stadt Zeitz gewählt. Er setzte sich in der Stichwahl gegen Dieter Kmietczyk durch. Die vorzeitige Neuwahl war in Zeitz notwendig geworden, weil der vorige Oberbürgermeister Ulf Altmann (CDU) nach vier Monaten Amtszeit zum 1. November 2008 seinen Rücktritt erklärt hatte. 2016 unterlag Volkmar Kunze mit 41,24 % in der Stichwahl seinem Nachfolger Christian Thieme (58,76 %).
Nach dem Ausscheiden als Oberbürgermeister der Stadt Zeitz ist er mit seinem Unternehmen Kommunalberatung Dr. Volkmar Kunze als freiberuflicher Fachdozent für Verwaltungs- und Kommunalrecht tätig. Kunze ist verheiratet, Vater von 5 Kindern und wohnt in Radebeul.

## Chronologie des beruflichen Werdegangs

### Ausbildung
- 1961 bis 1971: Zehnklassige Allgemeinbildende Polytechnische Oberschule[1]
- 1971 bis 1974: Lehre und Abschluss als Zerspanungsfacharbeiter im Druckmaschinenwerk Planeta in Radebeul[1]
- 1974 bis 1975: Abitur an der Volkshochschule Dresden[1]
- 1979 bis 1984: Fernstudium an der Akademie für Staats- und Rechtswissenschaften Potsdam-Babelsberg[1]
- 19. April 1988: Dissertation mit Verleihung des Titels: Dr. rerum politicarum (Dr. rer. pol.), Prädikat „cum laude“ auf dem Gebiet des Gewerberechts[1]

### Berufliche Entwicklung
- 1974 bis 1975: Hilfspfleger im Kreiskrankenhaus Radebeul (Sachsen)[1]
- 1975 bis 1976: Techniker im Hochspannungs-Armaturenwerk Radebeul (Sachsen)[1]
- 1976 bis 1979: Wehrdienst[1]
- 1979 bis 1983: Mitarbeiter im Kreisverband der Liberal-Demokratische Partei Deutschlands (LDPD) Dresden-Land (Sachsen)[1]
- 1983 bis 1988: Kreissekretär der Liberal-Demokratische Partei Deutschlands (LDPD) in Großenhain (Sachsen)[1]
- September 1988 bis Mai 1990: Bürgermeister der Stadt Radebeul (Sachsen)[1]
- 1990 bis 1994: freiberuflicher Kommunalberater und Fachdozent für Verwaltungs- und Kommunalrecht im Freistaat Sachsen[1]
- August 1994 bis Juli 2001: Bürgermeister (ab 1. März 1995 Oberbürgermeister) der Großen Kreisstadt Radebeul (Sachsen)[1]
- 2002 bis 2008: Bürgermeister in der Lutherstadt Wittenberg (Sachsen-Anhalt)[1]
- 1. Mai 2009 bis 30. April 2016: Oberbürgermeister der Stadt Zeitz (Sachsen-Anhalt)[1][5][6]

### Lehrtätigkeit
- Lehrtätigkeit an der Sächsischen Verwaltungs- und Wirtschaftsakademie (SVWA)[1]
- Lehrtätigkeit an der Akademie für Fortbildung der sächsischen Verwaltung Meißen (AVS)[1]
- Lehrtätigkeit an der Verwaltungs- und Wirtschaftsakademie Leipzig GmbH[1]
- Lehrtätigkeit am kommunalen Studieninstitut (VWA Leipzig)[1]
- Betreuer und Gutachter für Diplom-, Master- und Bachelorarbeiten für Studenten der Fachhochschule der Sächsischen Verwaltung, der Hochschule Harz, der Fachhochschule für öffentliche Verwaltung Berlin, der Hochschule Anhalt und der Universität Leipzig für Zeitz[1]
- freiberuflicher Fachdozent für Verwaltungs- und Kommunalrecht als Unternehmen Kommunalberatung Dr. Volkmar Kunze[1]

### Ehrenamtliche Tätigkeiten
- Vizepräsident des Kuratoriums der Karl-May-Stiftung[1]
- Mitglied des „Historische Drahtseilbahn Zeitz e.V.“[1]
- Mitglied des Bundesvorstandes der Vereinigung Liberaler Kommunalpolitiker e.V.[1]
- Stellvertretender Vorsitzender der Vereinigung Liberaler Kommunalpolitiker in Sachsen-Anhalt e.V.[1]
- Schatzmeister des Trägervereins „Phönix Theaterwelt“ Lutherstadt Wittenberg[1]
- Mitglied Deutscher Kinderschutzbund[1]
- Mitglied des Kuratoriums der Sächsischen Verwaltungs- und Wirtschaftsakademie (VWA)[1]

### Ehemalige Ehrenämter
- Vorsitzender der Gesellschafterversammlungen und der Aufsichtsräte der Seniorenhilfe Zeitz gGmbH[1]
- Vorsitzender der Servicegesellschaft Zeitz mbH[1]
- Vorsitzender der Service und Integration gGmbH Zeitz[1]
- Vorsitzender der Gesellschafterversammlung der Wohnungsbaugesellschaft Zeitz GmbH (WBG)[1]
- Mitglied im Aufsichtsrat der Wohnungsbaugesellschaft Zeitz GmbH (WBG)[1]
- Vorsitzender der Gesellschafterversammlung der Stadtreinigungs- und Servicebetrieb Zeitz GmbH (SSBZ)[1]
- Mitglied im Aufsichtsrat der Stadtreinigungs- und Servicebetrieb Zeitz GmbH (SSBZ)[1]
- Vorsitzender des Aufsichtsrates der Stadtwerke Zeitz GmbH[1]